# Sclerophrys pantherina
Sclerophrys pantherina (o Amietophrynus pantherinus) es una especie de anfibios anuros de la familia Bufonidae comúnmente llamado sapo leopardo occidental.

## Distribución geográfica y hábitat
Es endémica de Sudáfrica.
Su hábitat natural incluye zonas de arbustos mediterráneos, pantanos, lagos y marismas de agua dulce, tierra arable, tierras de pastos, áreas urbanas y estanques.
Está amenazada de extinción por la pérdida de su hábitat natural.